# Klošter
Klošter je naselje v Občini Metlika. 
Pri Kloštru je sotočje reke Krupe in Lahinje ob katerem je stal frančiškanski samostan, ki je dal kraju Klošter tudi ime. Tam zdaj stoji tudi Marijina cerkev. Samostan so ustanovili frančiškani, ki so pred Turki pribežali iz Bosne.